# Piper bikanum
Piper bikanum är en pepparväxtart som beskrevs av Ernest Justus Schwartz. Piper bikanum ingår i släktet Piper och familjen pepparväxter. Inga underarter finns listade i Catalogue of Life.